# Maguireocharis
Maguireocharis là một chi thực vật có hoa trong họ Thiến thảo (Rubiaceae).

## Loài
Chi Maguireocharis gồm các loài: